# Lessing (loża wolnomularska)

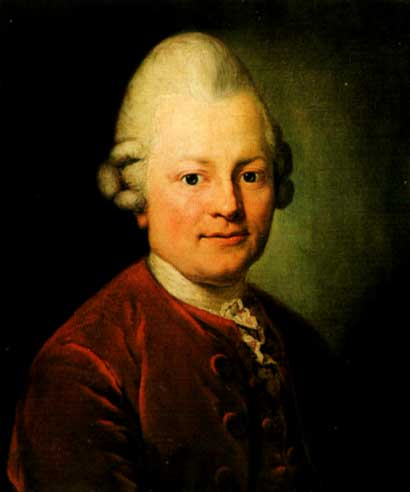
Gotthold Ephraim Lessing, patron loży

Lessing – dawna loża wolnomularska Niemców wyznania mojżeszowego, której siedziba mieściła się we Wrocławiu (Breslau).
Jej numer rzymski wynosił XI, zaś numer loży: 349.
Nazwa loży pochodziła od nazwiska Gottholda Ephraima Lessinga, wielkiego miłośnika Żydów, których określał jako "najmądrzejszy i najbardziej tolerancyjny z narodów", czemu dał wyraz w dramacie: "Nathan der Weise".
Członkiem loży i jej przewodniczącym od 1924 (roczna kadencja) był historyk Willy Cohn. 